# Олзахерит
Олзахерит (рос. олзахерит; англ. olsacherite; нім. Olsacherit m) — мінерал, сульфоселенат свинцю.

## Загальний опис
Хімічна формула: Pb2(SeO4)[SO4]. Склад у % (з родов. Пакахака, Болівія): Pb — 66,1; Se — 10,1; S — 5,7.
Сингонія ромбічна. Ромбо-тетраедричний вид. Утворює тонкі голочки, видовжені по осі b. Спайність по (010) досконала. Густина 6,55. Твердість З-3,5. Безбарвний, прозорий. Дуже крихкий. Часто покритий матовою плівкою. П'єзоелектричний.
Знайдений на стінках тріщин і порожнин у родовищах Болівії та Аргентини.
Названий за прізвищем арґентинського мінералога X.А.Олзахера (Ch.A.Olsacher). (C.S.Hurlbut, L.F.Aristarain, 1969).